# Spodoptera flavimaculata
Spodoptera flavimaculata är en fjärilsart som beskrevs av Harvey 1876. Spodoptera flavimaculata ingår i släktet Spodoptera och familjen nattflyn. Inga underarter finns listade i Catalogue of Life.